# Miomantis togana
Miomantis togana es una especie de mantis de la familia Mantidae.

## Distribución geográfica
Se encuentra en Costa de Marfil, Ghana, Guinea, Camerún y Togo.